# 梶原茂のラジオで大繁盛シリーズ
梶原茂のラジオで大繁盛シリーズ（かじわらしげるのラジオでだいはんじょうシリーズ）は、文化放送の1985年4月8日から同年10月4日まで平日昼（月曜 - 金曜 13:00 - 15:00）の時間帯で放送されていた『お昼の歌謡スタジオ 梶原茂のラジオで大繁盛』、1986年10月6日から1987年4月3日まで平日ナイターオフ枠（月曜 - 金曜 18:00 - 20:00）の時間帯で放送されていた『梶原茂のラジオで大繁盛』、1987年10月5日から1988年4月1日まで同じく月曜 - 金曜 18:00 - 20:00放送の『梶原茂のラジオでわっしょい大繁盛』の一連のラジオ帯番組のシリーズ。本項ではこの全てについて説明。

## 概要

### お昼の歌謡スタジオ 梶原茂のラジオで大繁盛
梶原茂（現・梶原しげる）が1983年4月からメインパーソナリティを務めていた『ダイナミックレーダー 歌謡ヒットパレード』（平日12:15 - 15:50）が終了した後も梶原は同じ時間のこの枠に続投し、放送枠を13:00 - 15:00に縮小してスタートした。
この番組は6か月で終了、1985年10月7日から後番組『電リクワイド ザ・テレジオ』がスタートしている。

#### タイムテーブル
- 13:00 - いらっしゃい はい1時です
- 13:20 - マイシティ・マイタウン
- 13:28 - ラジオショッピング ／ 首都圏レーダー（三多摩）
- 13:35 - 出前寄席 ／ 健康一口メモ
- 13:52 - 文化放送ニュース、天気予報、交通情報
- 14:00 - NISSAN歌謡ステーション 和田アキ子のやじ馬ジョッキー
- 14:12 - 板東英二のバンバンバン
- 14:22 - 交通情報
- 14:25 - 世相ホットライン ハイ!竹村健一です
- 14:35 - 今日のおすすめグランプリ
- 14:45 - 文化放送ニュース、交通情報、天気予報
- 14:53 - エンディング

### ナイターオフ番組「梶原茂のラジオで（わっしょい）大繁盛」
『お昼の歌謡スタジオ - 』終了から1年後、梶原は文化放送ライオンズナイターの放送されていないナイターオフの月曜 - 金曜 18:00 - 20:00枠に移り、ナイターオフ期限定のワイド番組として、ラジオで大繁盛のタイトルをそのまま継承し『梶原茂のラジオで大繁盛』がスタート。東京商工団体連合会が協賛し、首都圏で500余りの商店街でネットワークを作り上げながら放送していた。毎日二つの商店街チームがスタジオに出演。その商店街の人々とリスナーとが交えて出演する、クイズ形式を中心としたトークバラエティ番組。
「商店街対抗クイズ」の他、「バーゲンセール合戦」（1986年度）、隠しマイクを使った「裏クイズ」（1987年度）、「本物当てクイズ」（1987年度。「次の写真のうち、昔の銀座はどれ？」などの内容）、「今日の特集クイズ」（1987年度。その日のテーマに沿ってに出題）などのクイズ企画が行われた。1986年度の時は、他の商店街を知るきっかけにしてほしいとして、メインパーソナリティの梶原茂が「ねぎりマン」としても登場していた。
街をテーマにしたコンセプトの番組は、次年度1988年10月から本番組と同じ時間でスタートした『街ラジオ なぎら健壱のその気でギンギン夜おこし』にも継承。なお、梶原の番組は1988年4月改編と共に平日11:00 - 13:00の枠に移って『梶原茂の本気でDONDON』がスタートしている。

## 出演者
- パーソナリティ：梶原茂（文化放送アナウンサー(当時)）[注釈 1]

### アシスタント
お昼の歌謡スタジオ 梶原茂のラジオで大繁盛（1985年4月 - 1985年10月）
- 中西啓子（文化放送アナウンサー(当時)）[注釈 2]

梶原茂のラジオで大繁盛（1986年10月 - 1987年4月）
- 斉藤ゆう子（月曜）
- 柳澤純子（火曜）
- 野沢直子（水曜）
- 内野美幸（木曜）
- 岡本リン子（金曜）

梶原茂のラジオでわっしょい大繁盛（1987年10月 - 1988年4月）
- 柳澤純子
- 井上みよ